# 小行星9092
小行星9092（9092 Nanyang），又名“南阳星”，临时名称为“1995 VU18”，是一颗小行星带的小行星，于1995年11月4日由北京施密特CCD小行星计划（Beijing Schmidt CCD Asteroid Program）组在兴隆发现，以中国城市南阳命名，报请国际相关组织。2003年6月14日，国际小行星命名委员会和国际小行星中心正式将这颗国际永久编号为9092号的小行星命名为“南阳星”。